# Asia Rocsta
Asia Rocsta – samochód terenowy klasy kompaktowej produkowany pod południowokoreańską marką Asia w latach 1985–1997.

## Historia i opis modelu

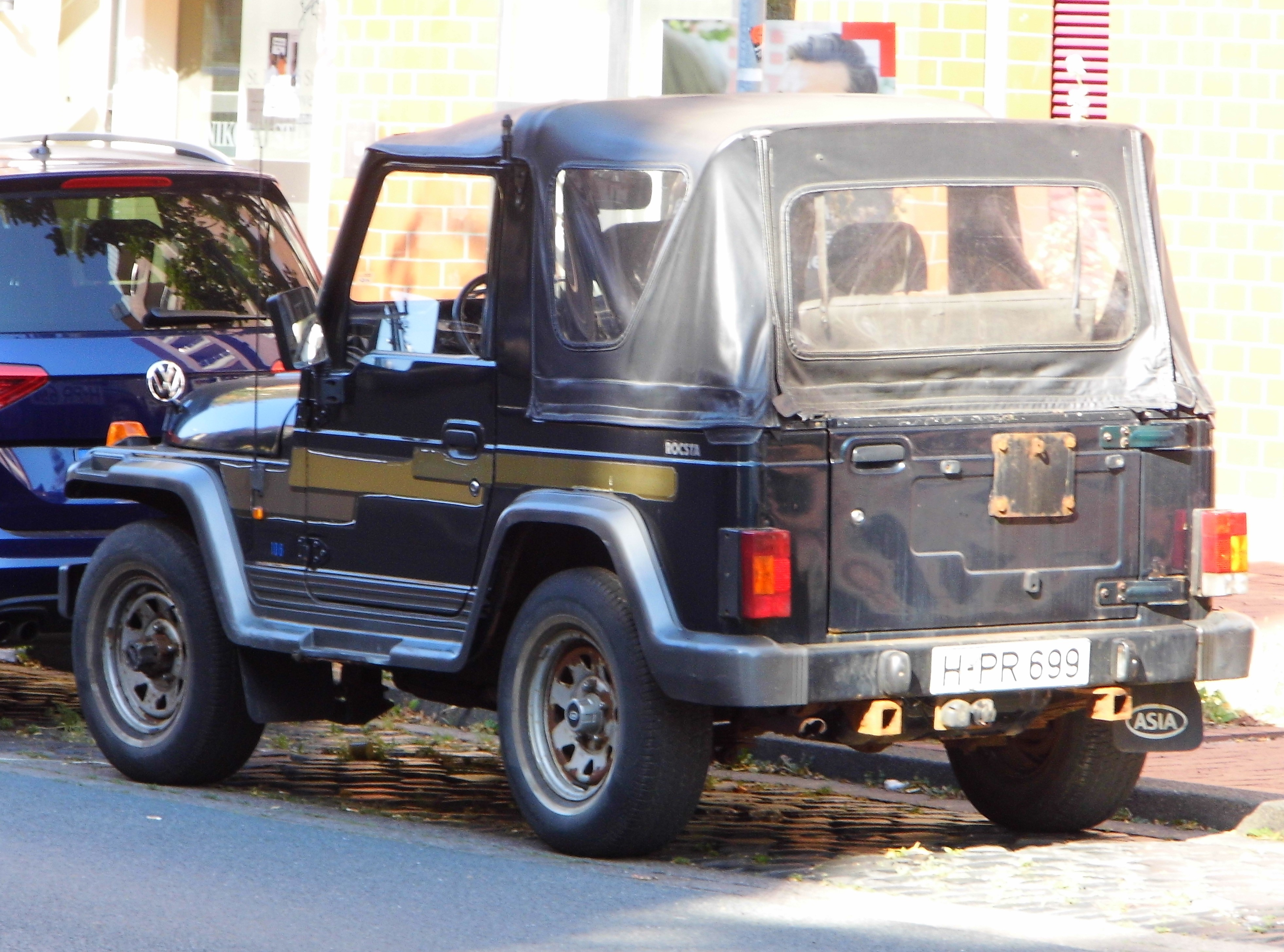
Asia Rocsta - tył

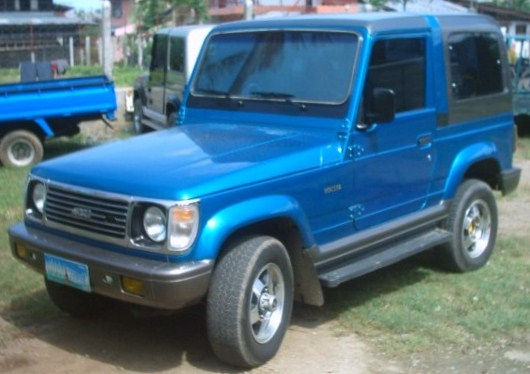
Asia Rocsta R2

W 1985 roku Asia Motors przedstawił swój pierwszy pojazd samodzielnej konstrukcji w postaci niewielkiego samochodu terenowego Rocsta. Pojazd konstrukcyjnie wykorzystywał zawieszenie oparte na resorach piórowych, a także posiadał napęd stały na tył, ręcznie dołączany przód oraz reduktor bez dyferencjału międzyosiowego). 
Wizualnie samochód nawiązywał do koncepcji znanej z modelu Jeep CJ, wyróżniając się wysoko zawieszonym, 3-drzwiowym nadwoziem z okrągłymi, wąsko rozstawionymi reflektorami i wyraźnie zarysowanymi przednimi błotnikami. Dach był wykonany z miękkiego tworzywa, z możliwością demontażu, z kolei tylną część nadwozia zdobiło zamontowane z zewnątrz koło zapasowe.

### Rocsta R2
W 1993 roku ofertę wzbogaciła gruntownie zmodernizowana, lecz równolegle oferowana wersja Asia Rocsta R2. Wyróżniała się ona bardziej kanciastym wyglądem pasa przedniego, z prostokątnymi reflektorami, mniej zaakcentowanymi nadkolami i płaską maską.

### Silniki
- L4 1.8l Mazda 85 KM
- L4 2.2l Diesel 70 KM